# Polyptychus dentatus
Polyptychus dentatus là một loài bướm đêm thuộc họ Sphingidae. Nó được tìm thấy ở Sri Lanka, tropical Ấn Độ và tropical Pakistan.
Sải cánh dài 92–120 mm. 
Ở Ấn Độ, ấu trùng được ghi nhận trên các loài cây Cordia dichotoma, Cordia sebestena và Ehretia laevis.

## Hình ảnh

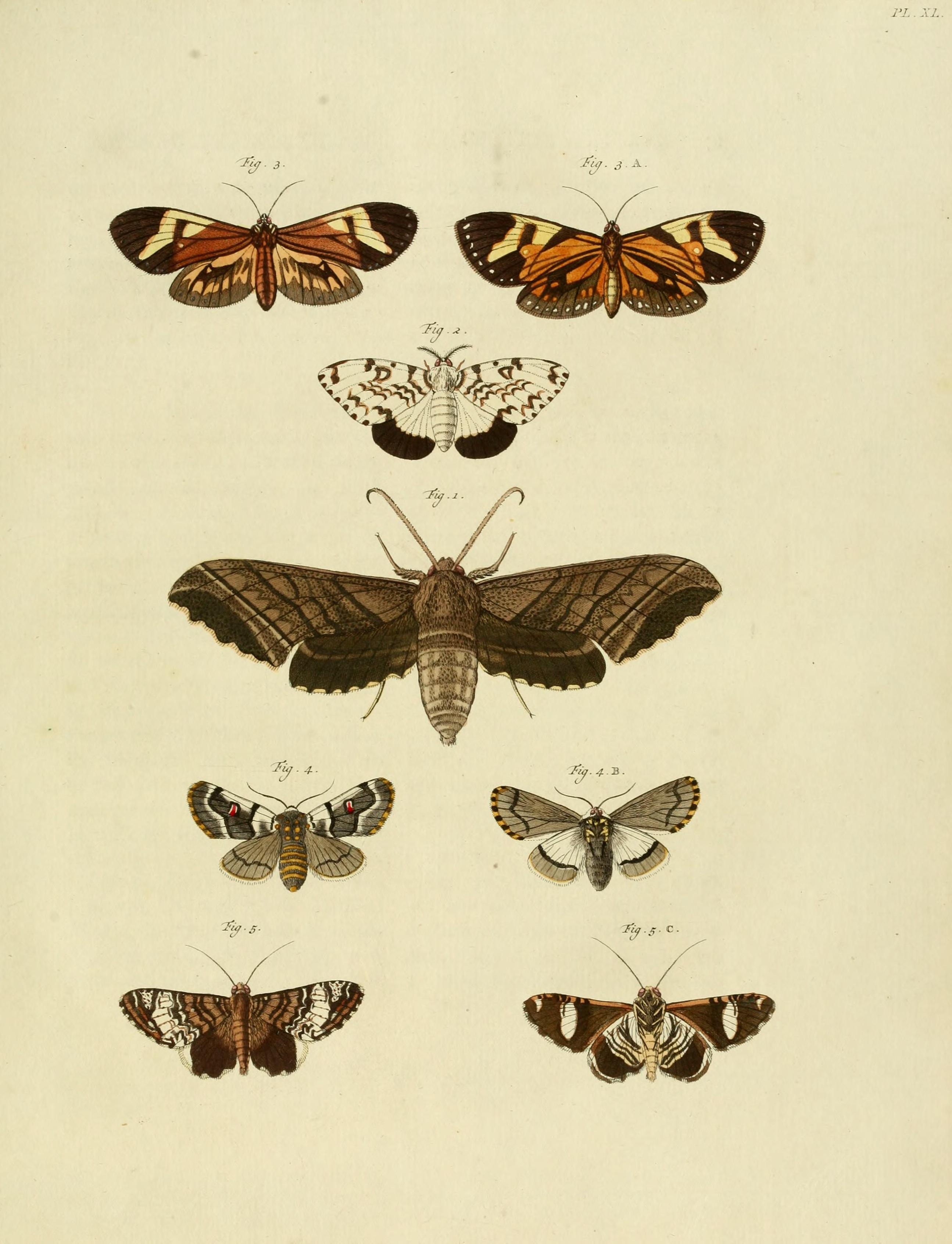